# سلطانای
سلطانای (به لاتین: Sultanay) یک منطقهٔ مسکونی در روسیه است که در باشقیرستان واقع شده‌است.